# Nodding Acquaintance
Nodding Acquaintance — перший EP британського рок-гурту Enter Shikari. Вийшов 1 січня 2003 року.

## Список композицій
1. Nodding Acquaintance – 4:06
2. Score 22 – 4:50
3. Frozen Landscape – 5:11